# 고이타카쌀쥐
고이타카쌀쥐(Cerradomys goytaca)는 비단털쥐과에 속하는 설치류의 일종이다. 브라질 남동부 지역의 모래 평원에서만 발견된다.

## 분류학
플루미넨제 북부 지역 해안가(캄푸스두스고이타카지스와 마카에)에 제한적으로 분포하기 때문에 고이타카지스 인디안스의 옛 이름을 따서 종소명을 명명했다.

## 특징
꼬리 길이가 몸통 길이보다 길다. 등 쪽은 짙은 갈색부터 누르스름한 갈색까지 다양하고 옆구리 쪽은 좀더 밝은 색을 띠며 희끄무레하거나 누르스름한 배 쪽과 약간 제한적인 경계를 이룬다. 꼬리는 털이 적다. 다리는 좁고 길며 보통 윗쪽에 밝은 색 털이 덮여 있다. 4쌍의 젖꼭지(흉부와 축후, 복부, 서혜부)를 갖고 있다.

## 분포
플루미넨제 북부 지역에 제한적으로 분포한다. 숲 지역보다는 관목 지대에서 더 서식하고 땅 위와 나무 가지(특히 클루시아나무) 위 양쪽에서 포획된다.